# Bucu
Bucu – wieś w Rumunii, w okręgu Jałomica, w gminie Bucu. W 2011 roku liczyła 100 mieszkańców.